# Butes (syn Boreasza)
Butes – postać w mitologii greckiej, rozbójnik z Naksos, syn Boreasza. Butes utopił się w studni, dotknięty szaleństwem przez Dionizosa ubłaganego prośbą kobiety, którą rozbójnik napastował.